# Авесе
Авесе (фр. Avessé) је насељено место у Француској у региону Лоара, у департману Сарт.
По подацима из 2011. године у општини је живело 380 становника, а густина насељености је износила 20,3 становника/km².

## Демографија
| 1962. | 1968. | 1975. | 1982. | 1990. | 2011. |
| ----- | ----- | ----- | ----- | ----- | ----- |
| 444   | 401   | 363   | 319   | 282   | 380   |